# Die Kinder von Himmlerstadt

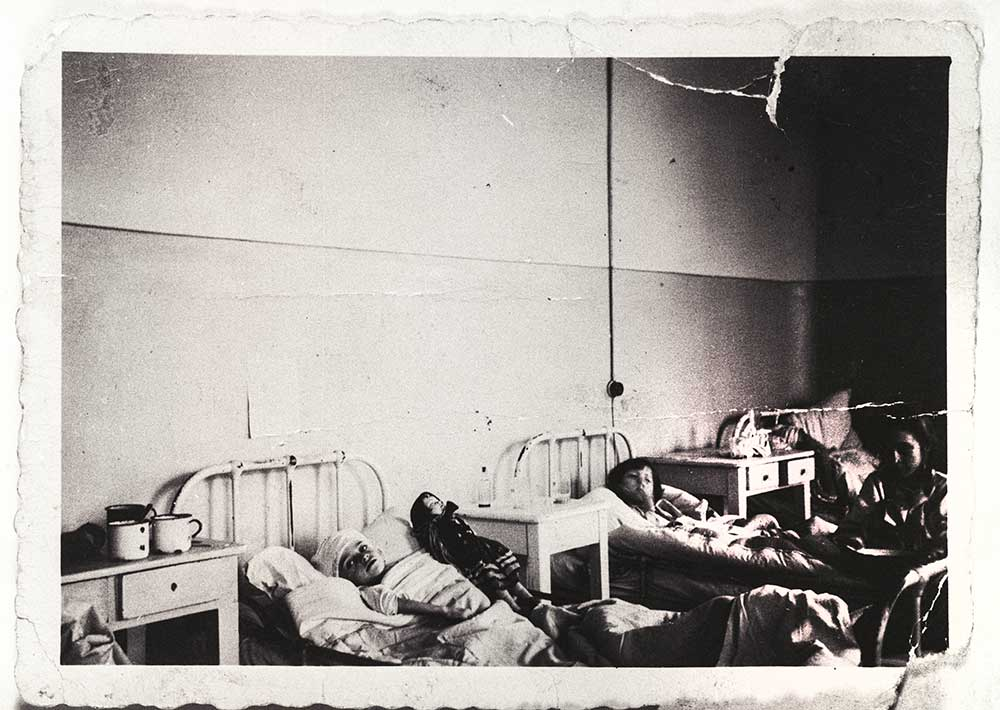
Gerettete Kinder im Krankenhaus von Siedlce (Südpolen)

Die Kinder von Himmlerstadt ist ein 30-minütiger deutscher Dokumentar-Kurzfilm aus dem Jahr 1983.

## Handlung
Die Kinder von Himmlerstadt ist ein Film von Hartmut Kaminski und Elke Jonigkeit über das Schicksal von etwa 45.000 Kindern aus dem Gebiet um Zamość (Himmlerstadt), die von der Nazi-Aktion Aktion Zamość, vom polnischen Historiker Czesław Madajczyk Sonderlaboratorium SS genannt, betroffen waren. 1942/43 planten die deutschen Besetzer, Zamość und die umliegenden dreihundert Dörfer nach Aussiedlung, Pazifikationen und Vernichtungsaktionen zu germanisieren, um den eroberten Ostraum zu sichern.
Der Film versucht, den Ereignissen von vor fast achtzig Jahren nachzugehen. Augenzeugen, die diese mörderische Aktion als Kinder miterlebten, berichten von den verschiedenen Stationen ihres Leidensweges: der Aussiedlung, dem Auffanglager Zamość, den Zugtransporten kreuz und quer durch Polen. Der Film zeigt auch Beispiele des Widerstandswillens und der Unterstützung der Bevölkerung: Eine Frau berichtet von einer Kinderrettungsaktion und einer Demonstration bei der Beerdigung der erfrorenen und verhungerten Kinder. Herr Zamoyski erzählt von einem einfachen Bauern, der sich trotz Lebensgefahr nicht abschrecken ließ, den Kindern im Lager Nahrung zu bringen. Diese Augenzeugenberichte werden ergänzt durch weitgehend unbekanntes dokumentarisches Film- und Fotomaterial aus polnischen Archiven. Der Film will laut Produktionsfirma kein lückenloses Gesamtbild rekonstruieren, vielmehr tastet er sich facettenartig an dieses unmenschliche Geschehen heran.

## Rezension
„(...) der Film [ist] eine wichtige Ergänzung zu dem, was man über diese Zeit in Polen weiß.“ (Deutsche Film- und Medienbewertung  FBW)

## Kritik (Auswahl)
- Thomas Thieringer: Schreckensbilder, Süddeutsche Zeitung Nr. 162, Mon- 18. Juli 1983 /
- Momos (Walter Jens): Trauerarbeit, Die Zeit – Nr. 30- 22. Juli 1983 /
- Monika Liebertz: Ein Dokument der Trauen, Rheinische Post, Nr. 120 – Mittwoch, 23. Mai 1984 /
- Nina Davidsen: Filmrapport fra Mannheim: Dänemark, Information Onsdag, 19.10.1983 /
- T T – Nen: Hämeen YHTEISTYÖ, Torstaina Maaliskuun 8. pnä, 1984 / und weitere in- und ausländische Rezessionen.

## Festivals
- Internationale Filmwoche Mannheim 1983
- Festival International de Cinema Nyon, Schweiz 1983
- Friedberger Filmtage – Tage des internationalen religiösen Films, BRD 1983 Internationale Leipziger Dokumentar und Kurzfilmwoche für Kino und Fernsehen, 1983
- Internationales Kurz- und Dokumentar Filmfestival Bilbao, Spanien 1983
- International Short Film Festival Tampere/Finnland 1984
- Internationale Kurzfilmfestspiele Krakau, Polen 1984
- Kortfilm Festivalen, Trondheim, Norwegen 1984
- Uppsala Film Festival, Uppsala, Schweden 1984* Einladung der schwedischen Dokumentaristen für ein einwöchiges Dokumentarfilm-Seminar, Goethe-Institut/Svenska Institutet, Stockholm

## Auszeichnungen
- FBW-Prädikat Besonders Wertvoll,[5] 1984
- Preis der Internationalen Filmkritik (FIPRESCI), Mannheim 1983[6]
- Preis Friedberger Filmtage – Tage des internationalen religiösen Films 1983
- Preis des Roten Kreuzes /Bilbao, Spanien 1983
- Diploma of Merit, Tampere/Finnland 1984
- Der Bundesverband der Deutschen Film und AV-Produzenten wählte Die Kinder von Himmlerstadt als deutschen Beitrag für die französische Kurzfilmprämienaktion aus.
- Auszeichnung: Mention de Qualité des Centre National de la Cinématographie, Paris 1984